# Antonieta Mattos
Antonieta Mattos, também creditada como Antonietta Mattos,  foi uma atriz brasileira. Foi uma estrela do cinema brasileiro nos anos 30 e anos 40, atuando em várias produções da Cinédia. 

## Biografia
Antonieta Mattos, nasceu no interior de São Paulo, tendo vivido na infância em Minas Gerais.
Começou sua carreira trabalhando em circos, interpretando papéis de Mocinhas. Já em 1933, estreia em teatro, com a peça A Coiêta. Em 1940, Antonieta participou da peça A Volta dos Caboclos, ao lado de Dercy Gonçalves. No final de julho de 1944, Antonieta ingressou na Companhia de Canções teatralizadas de Carlos Gomes. Também participou da peça Guerra do Alecrim e Manjerona de 1940, ao lado de Sadi Cabral. No ano seguinte participaria de A Casa Branca da Serra, com Rodolfo Mayer. 
Integrou em 1940 a Companhia oficial do Serviço Nacional de Teatro, a Comédia Brasileira, ao lado de Lucília Peres, Maria Castro, Lygia Sarmento, Rodolfo Mayer, Brandão Filho, Lourdes Mayer e outros. Em 1945, realizou várias apresentações de sucesso em Buenos Aires.
Foi casada com o comediante Estevam Corrêa de Mattos. 

## Filmografia[2]
| Ano  | Título               | Personagem |
| ---- | -------------------- | ---------- |
| 1944 | Corações Sem Piloto  | Violeta    |
| 1940 | O Simpático Jeremias | Violeta    |
| 1940 | Cisne Branco         | Moça       |
| 1940 | O Madeireiro         | —          |
| 1939 | Anastácio            | Mariana    |

## Teatro[7]
- 1933 - A Coiêta
- 1933 - O Divórcio de Jararaca
- 1933 - Promessa
- 1933 - Lampeão Chegou no Arraiá
- 1934 - Sôdade de Caboclo
- 1934 - Honra de Garimpo
- 1934 - Pássaro Cego
- 1934 - Primavera de Caboclo
- 1934 - Feitiço de Coral
- 1935 - Viva Nois
- 1935 - Luar, Palhoça e Violão
- 1935 - Perfume da Mata
- 1935 - Honra de Garimpo
- 1936 - A Cidade Prende
- 1936 - Alma de Violão
- 1936 - Feitiço de Coral
- 1936 - Luar, Palhoça e Violão
- 1936 - Mentira Carioca
- 1936 - Nossa Bandeira
- 1936 - O Cantor Batuta
- 1936 - Passoca de Caboclo
- 1936 - Rosas de Nossa Senhora
- 1936 - Sambista da Cinelândia
- 1936 - Sol da Nossa Terra
- 1936 - Veneno da Cidade
- 1937 - A Severa
- 1937 - Sétimo Céu
- 1938 - O Cantor da Cidade
- 1938 - Romance dos Bairros
- 1938 - Os Santos da Marquesa
- 1938 - Francesinha da Urca
- 1938 - Nhá Severina
- 1938 - Bairros da Cidade
- 1938 - O Cantor da Cidade
- 1938 - Faustina
- 1939 - Zazá
- 1939 - Aparício Apareceu
- 1940 - A Volta dos Caboclos
- 1940 - Guerra do Alecrim e Manjerona
- 1940 - Caxias
- 1941 - A Casa Branca da Serra
- 1941 - A Comédia da Vida
- 1941 - Eu Gosto Desta Mulher
- 1943 - Diana, eu te amo!
- 1943 - Amanhã será outro dia
- 1944 - Granfinos no Morro
- 1944 - Mãos Criminosas
- 1944 - Escândalo Social